# Jelonka (Janowo)
Jelonka, Jelenka – część wsi Janowo w Polsce, położona w województwie podlaskim, w powiecie hajnowskim, w gminie Narewka.
Leży nad rzeką Jelonką, wzdłuż ulicy Białowieskiej.
W latach 1975–1998 miejscowość należała administracyjnie do województwa białostockiego.